# Tušnica
Tušnica je hora v jihozápadní části Bosny a Hercegoviny. Rozkládá se na území opčin Livno a Tomislavgrad. Je známá hlavně díky nalezišti uhlí; mezi lety 1888 a 1998 se zde těžilo, celkem se jednalo o 37 500 t uhlí.
Z vrcholu hory (hora má několik vrcholků, z nichž nejvyšší je Viternik o výšce 1 697 m) je výhled na celé okolí, na další hory Kamešnica, Cincara i Biokova a též na Buška blata a Livanjsko polje.
Na vrcholku hory stával i vysílač; 8. května 1992 byl zlikvidován vojsky JNA.